# 夢限大セイリング
『夢限大セイリング』（むげんだいせいりんぐ）は、2021年12月1日に発売されたdreamBoatのデビューシングル。

## 概要
総合男装エンタメプロジェクト "dreamBoat" の3ユニット、風男塾、ael-アエル-、EUPHORIA（BOP）の総勢13名が集結した初の合同オリジナル楽曲。

### メンバー
風男塾(紅竜真咲/偉舞喜雅/神那橙摩/柚木関汰/英城凛空/葉崎アラン)

ael-アエル-(有光陽稀/雫月Lee/逢坂朔玖/八雲杏/碇たくみ)

EUPHORIA(翔咲心/海憧乙綺)

## 収録曲
テイチクレコード公式サイト内の紹介ページによる。

### 初回限定盤A
CD
1. 夢限大セイリング
  - 作詞・作曲：阿久津健太郎
  - 編曲：佐久間誠
2. Give Me Your ATTENTION!
  - 作詞：成本智美
  - 作曲：成本智美 & 近藤圭一
  - 編曲：近藤圭一

DVD
- 「夢限大セイリング」Music Video

### 初回限定盤B
CD
1. 夢限大セイリング
2. Give Me Your ATTENTION!

DVD
- 「夢限大セイリング」Music Vide メイキング

### 通常盤
CD
1. 夢限大セイリング
2. Give Me Your ATTENTION!
3. 夢限大セイリング（Instrumental）
4. Give Me Your ATTENTION!（Instrumental）